# (32300) Uwamanzunna
2000 QL20 (asteroide 32300) é um asteroide da cintura principal. Possui uma excentricidade de 0.08399370 e uma inclinação de 3.71729º.
Este asteroide foi descoberto no dia 24 de agosto de 2000 por LINEAR em Socorro.